# 迪博尔赛姆
迪博尔赛姆（法語：Diebolsheim，法語發音：[dibɔlsaim] ⓘ）是法国下莱茵省的一个市镇，属于塞莱斯塔-埃尔什泰因区。

## 地理
迪博尔赛姆（48°17'27"N, 7°39'49"E）面积7.03 平方千米，位于法国大東部大區下莱茵省，该省份为法国大陆部分最东部的省份，是阿尔萨斯的一部分，今与上莱茵省组成了阿尔萨斯欧洲集体，其南至上莱茵省，西南接孚日省和默尔特-摩泽尔省，西接摩泽尔省，北与德国接壤，东侧沿莱茵河与德国相望。
与迪博尔赛姆接壤的市镇（或旧市镇、城区）包括：宾德奈姆、弗里瑟奈姆、里诺、孙杜斯、维蒂赛姆。
迪博尔赛姆的时区为UTC+01:00、UTC+02:00（夏令时）。

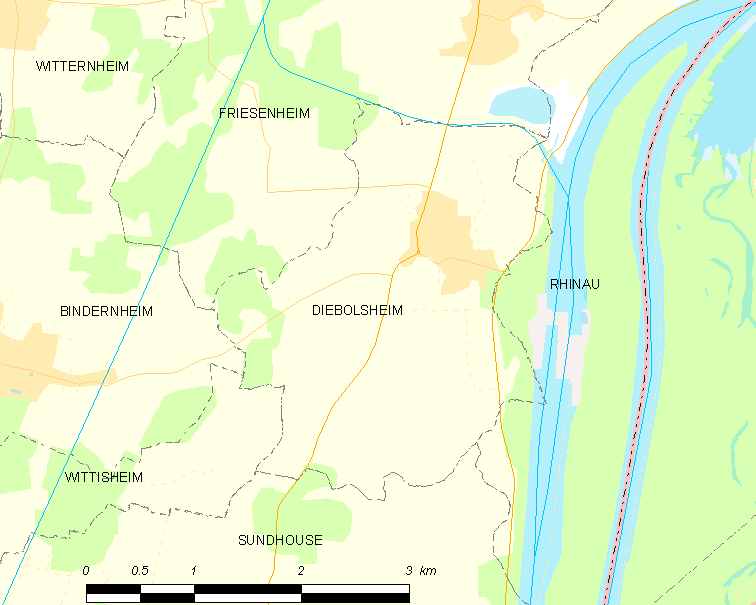
迪博尔赛姆的OSM定位图

## 行政
迪博尔赛姆的邮政编码为67230，INSEE市镇编码为67090。

## 政治
迪博尔赛姆所属的省级选区为埃尔什泰因区。

## 人口

1962-2008年间迪博尔赛姆人口变化图示

迪博尔赛姆于2022年1月1日时的人口数量为673人。